# لق
اللِّقّ أو اللِّقَّة هو جنس في فصيلة دبابير العنكبوت، يفترس أفرادها العناكب . ثمة سبعة أنواع معترف بها في اللق.